# شاپرکان پلنگی
شاپرکان پلنگی (نام علمی: Pantheidae) نام یک تیره از بالاخانواده جغدی‌واران است.